# Ритвельд, Геррит
Ге́ррит То́мас Ри́твельд (нидерл. Gerrit Thomas Rietveld, МФА: [ˈɣɛrɪt ˈtoːmɑs ˈritfɛlt]; 24 июня 1888 — 25 июня 1964) — нидерландский дизайнер мебели и архитектор, участник художественной группы «Де Стейл». Ритвельд был одним из создателей стиля неопластицизма. Почти всю жизнь прожил в родном Утрехте.

## Биография
Ритвельд с детства работал в мастерской своего отца-плотника. В 1904 году он поступил чертёжником к утрехтскому ювелиру Бегееру, у которого работал девять лет. Параллельно он посещал вечерние курсы под руководством архитектора Клаархамера. В 1917 году Ритвельд открыл собственную мебельную мастерскую.
На взгляды Ритвельда серьёзное влияние оказали Чарльз Макинтош и Фрэнк Ллойд Райт. В 1918 году Ритвельд знакомится с Тео ван Дусбургом, Питом Мондрианом и другими молодыми художниками, которые все вместе станут известны как «Стиль» (нидерл. De Stijl). Их стиль, получивший название неопластицизм, оказался близок воззрениям Ритвельда: они использовали простейшие конструкции из горизонтальных и вертикальных элементов и минимальную палитру цветов — «основные» красный, синий и жёлтый с добавлением чёрного и белого. В том же году Ритвельд создал одно из самых известных своих произведений — красно-синий стул. Для создания стула он использовал прямые доски и рейки, так что трёхмерный объект визуально разлагался на простые геометрические формы, и два из трёх «основных» цветов. Позже стул экспонировался на выставке Баухауса.
Одной из первых архитектурных работ Ритвельда стал частный дом жительницы Утрехта Трюс Шрёдер-Шрэдер (Truus Schröder-Schräder}. Дом продолжает развитие неопластицизма: прямоугольные формы, традиционная для произведений «Стиля» палитра (белые и серые стены и вертикальные линии, выполненные в основных цветах). Вилла была построена в соответствии с 16-ю пунктами «пластичной архитектуры» Ван Дусбурга: она была «элементарной, экономичной и функциональной; немонументальной и динамичной; антикубистической по форме и антидекоративной по цвету». Радикализм Ритвельда проявился в планировке второго этажа: за исключением ванной и туалета на втором этаже отсутствовали внутренние перегородки. Внутренняя отделка была исполнена в тех же цветах, что и наружные стены. Дом Шрёдер был построен в жилом районе и разительно отличался от окружавших его стандартных жилых зданий. Шрёдер поселилась в доме с тремя детьми (она была вдовой) и жила в нём до своей смерти в 1985 году. С 2000 года Дом Шрёдер входит в число объектов Всемирного наследия ЮНЕСКО.
В 1928 году Ритвельд стал одним из 28 учредителей Международном конгрессе современной архитектуры (фр. Congres Internationaux d'Architecture Moderne, CIAM) Ле Корбюзье. 1930-е годы были менее продуктивны. Одним из известных творений того времени стал стул «Зигзаг», состоявший из четырёх плоскостей, соприкасавшихся друг с другом под разными углами (1932—1934). После войны Ритвельд преподавал в Роттердаме, а затем в Гааге. В 1951 году в Амстердаме прошла большая ретроспективная выставка «Стиля».
В 1954 году Ритвельд оформил нидерландский павильон на Венецианской биеннале, затем реализовал несколько проектов в Нидерландах. В 1963 году он избирается почётным членом Союза архитекторов Нидерландов, а в следующем году получает почётную докторскую степень в Делфтском техническом университете. В том же году Ритвельд умер. Последним его крупным проектом стал музей Ван Гога. Строительство здания в 1973 году завершили его партнёры по архитектурной студии ван Диллен и ван Трихт.

## Увековечение памяти
Имя Ритвельда в 1968 году присвоено Нидерландской академии искусств и дизайна. Ритвельд спроектировал новое здание для Академии, которое было достроено уже после его смерти.
В честь дизайнера названы разработанное Гвидо ван Россумом веб-приложение для проверки кода Rietveld и его форк Gerrit.

## Галерея

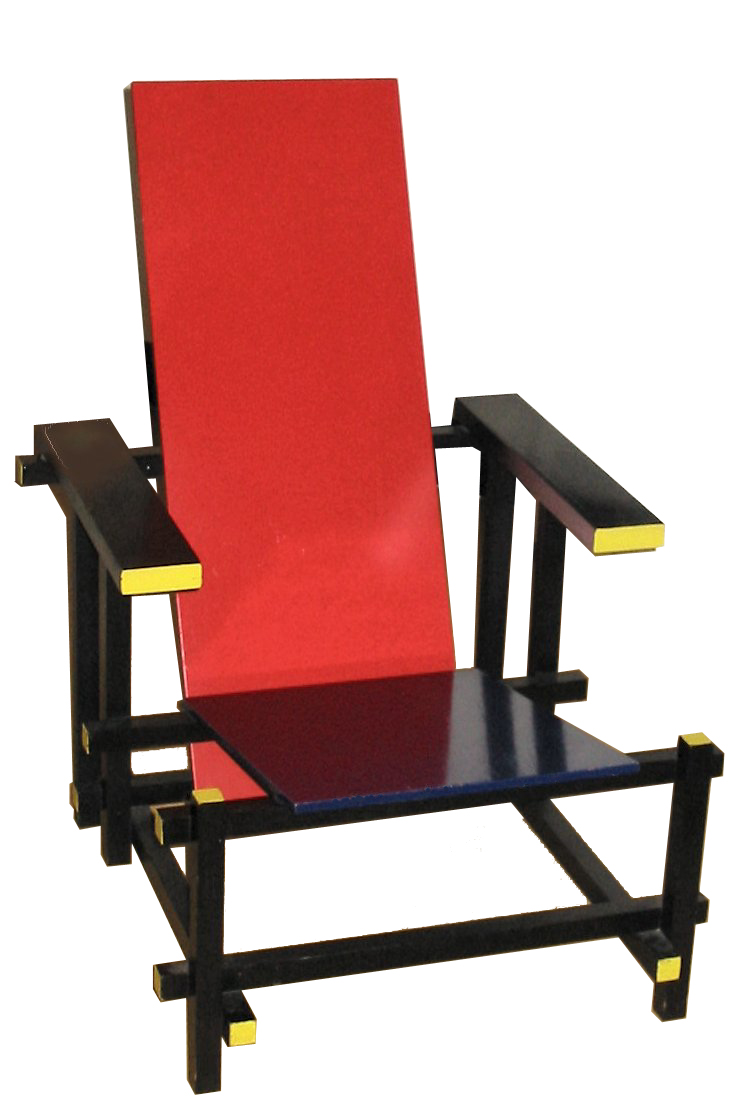
Красно-синий стул
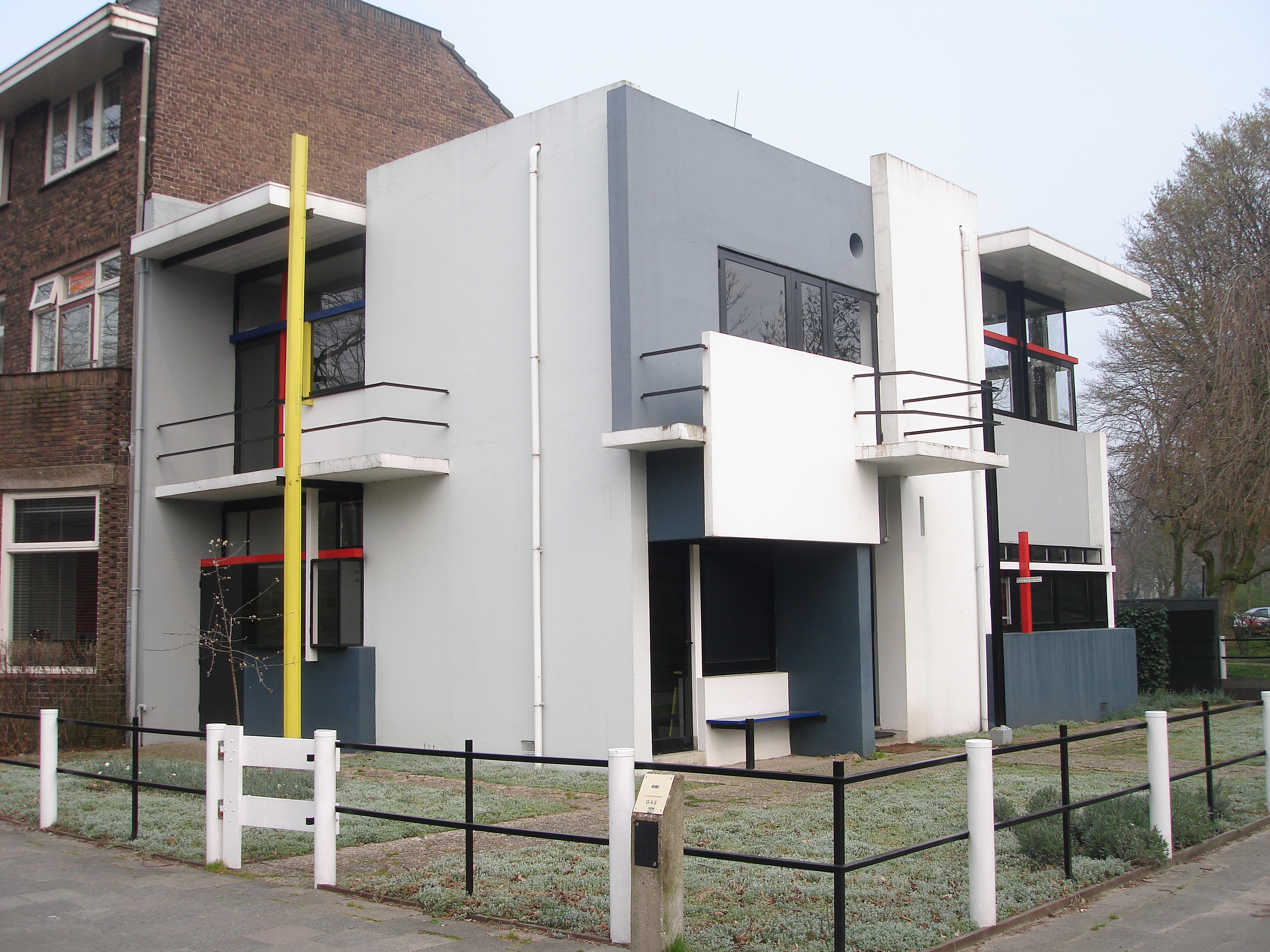
Дом Шрёдер
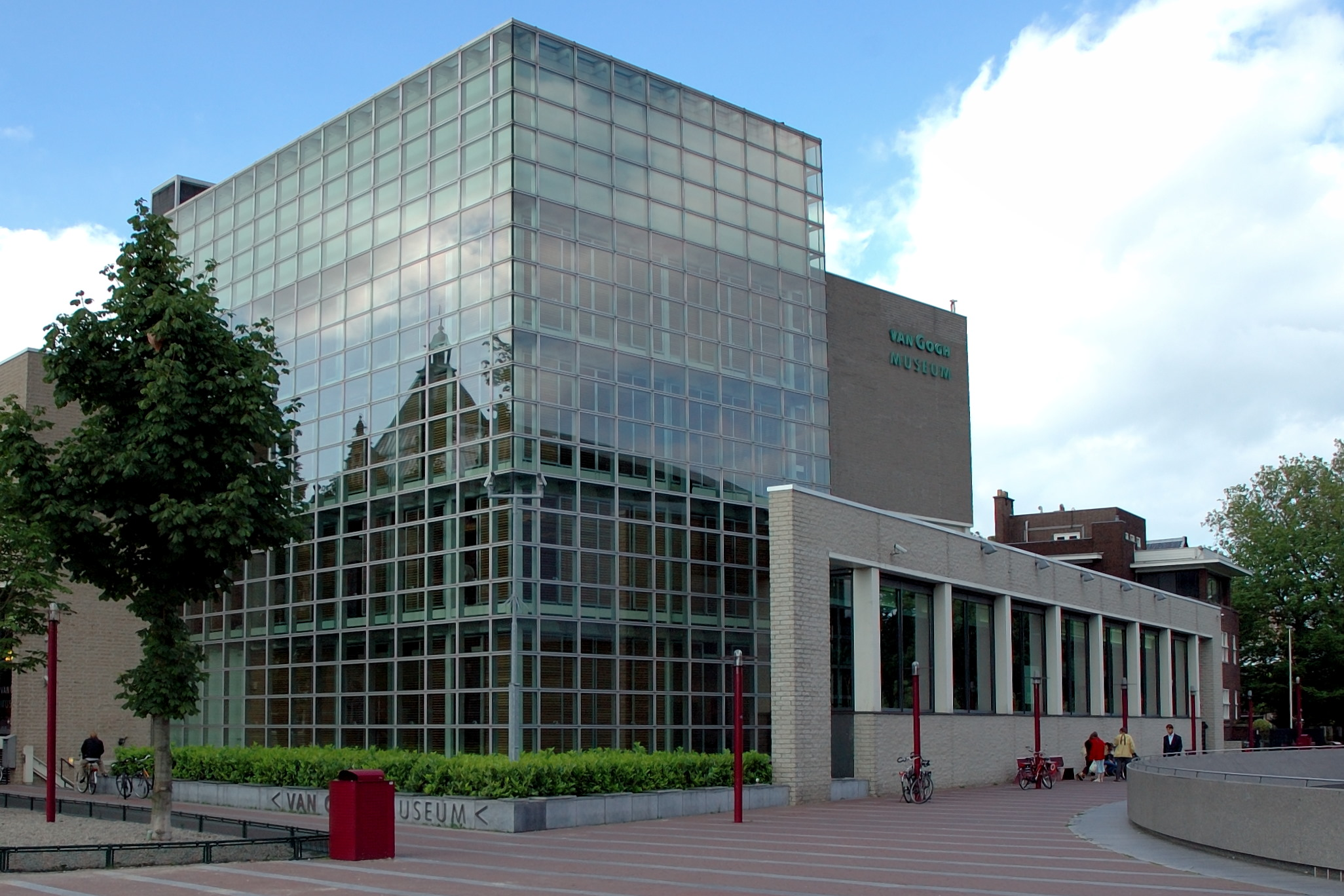
Музей Ван Гога
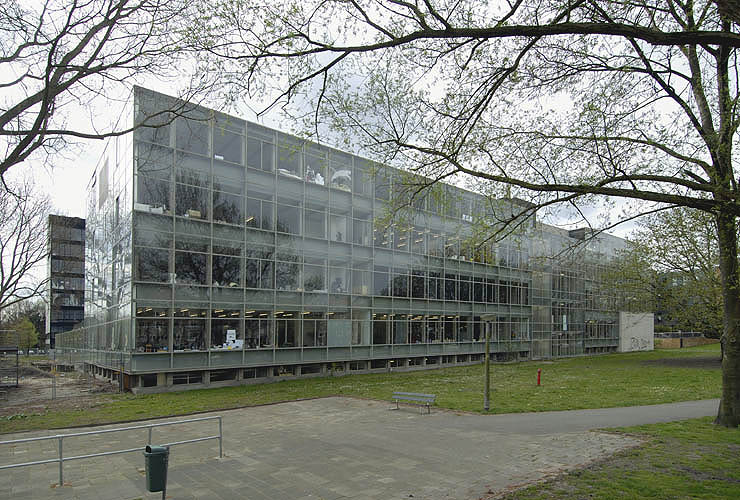
Академия Ритвельда